# باشگاه فوتبال نیژی کوروزال
باشگاه فوتبال لا ویکتوریا/کوروزال یک تیم فوتبال بلیزی است که در لیگ برتر فوتبال بلیز شرکت کرده است.